# جون لانكاستر (دوق بيدفورد الأول)
جون لانكاستر، دوق بيدفورد الأول (بالإنجليزية: John of Lancaster, 1st Duke of Bedford)‏ هو الابن الثالث لهنري الرابع والشقيق الأصغر لهنري الخامس، وهو من أحد أعلام حرب الوردتين.